# Эльген (приток Таскана)
Эльген — река в Ягоднинском районе Магаданской области, правый приток реки Таскан бассейна Колымы. У устья реки расположено село Эльген.
Длина реки — 35 км.
По данным государственного водного реестра России относится к Анадыро-Колымскому бассейновому округу.
- Код водного объекта 19010100212119000013725.